# John D. Hancock
Pour les articles homonymes, voir John Hancock et Hancock.
John D. Hancock est un réalisateur, producteur et scénariste américain né le 12 février 1939 à Kansas City, Missouri (États-Unis).

## Filmographie

### comme réalisateur
- 1970 : Sticky My Fingers... Fleet My Feet
- 1971 : Let's Scare Jessica to Death
- 1973 : Le Dernier Match (Bang the Drum Slowly)
- 1976 : L'Uniforme de la honte (en) (Baby Blue Marine)
- 1979 : Ça glisse... les filles ! (California Dreaming)
- 1987 : Comme un lion en cage (Weeds)
- 1988 : MIG : Menace Imminente de Guerre (Steal the Sky) (téléfilm)
- 1989 : Prancer
- 2000 : A Piece of Eden
- 2001 : Suspended Animation
- 2004 : Suspended Animation: Behind the Scenes (vidéo)

### comme producteur
- 2000 : A Piece of Eden
- 2001 : Suspended Animation

### comme scénariste
- 1971 : Let's Scare Jessica to Death
- 1987 : Weeds